# Papado franco

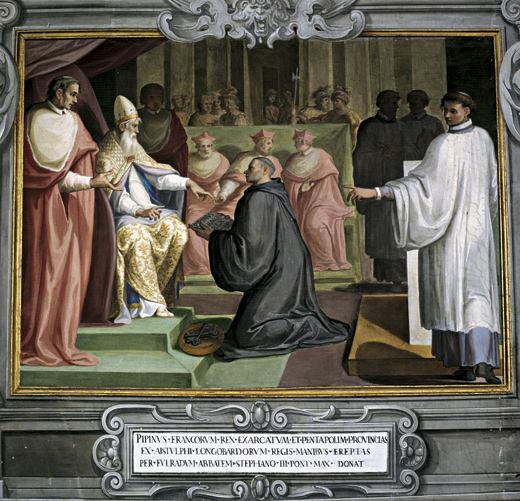
A "Doação de Pepino" (756): Pepino, o Breve concede os territórios de Ravena para Papa Estêvão II

Um mapa da Frância Média, cerca de 840, mostrando também a doação de Pepino

De 756 a 857, o papado passou da órbita do Império Bizantino a dos reis dos francos. Pepino, o Breve (reinado de 751-768), Carlos Magno (reinado de 768-814) (co-regente com seu irmão Carlomano I até 771), e Luís, o Piedoso (reinado de 814-840) tiveram uma influência considerável na seleção e administração dos papas. A "Doação de Pepino" (756) ratificou um novo período de domínio papal na Itália central, que ficou conhecido como os Estados Pontifícios.
Essa mudança foi iniciada pela conquista dos lombardos do Exarcado de Ravena dos bizantinos, reforçada pelo triunfo franco sobre os lombardos, e acabou pela fragmentação do Reino Franco na Frância ocidental, Frância Média e Frância oriental. Lotário I continuou a governar a Frância Média, que incluía grande parte da península italiana de 843 a 855.